# متحف المشني
متحف المشني هو متحف إثنوغرافي تونسي يقع في مدينة المكنين بولاية المنستير، ويعد من الفضاءات الثقافية المهمة التي تعنى بحفظ وتثمين التراث المحلي للمنطقة. يُعرف المتحف أيضًا باسم متحف الفنون والتقاليد الشعبية بالمكنين، وقد تأسس في مبنى تقليدي تبرعت به عائلة "المشني"، إحدى العائلات العريقة في المدينة، لذا حمل اسمها تكريمًا لها. يشكّل المتحف فضاءً تعليميًا وترفيهيًا، يستقبل الزوار من المدارس والجامعات إلى جانب السياح المهتمين بالتراث التونسي. كما يُعد نقطة وصل بين الذاكرة الجماعية والهوية المحلية.

## التأسيس
أُسس المتحف في إطار سياسة الحفاظ على التراث اللامادي والمعماري في تونس، ويعود المبنى الذي يحتضنه إلى النصف الأول من القرن العشرين. تم تحويله إلى متحف بعد أعمال ترميم وتكييف ليُناسب العرض المتحفي، وذلك بدعم من وزارة الشؤون الثقافية. يقع المتحف في قلب مدينة المكنين، غير بعيد عن السوق القديمة، ما يسهل دمجه ضمن المسارات السياحية والثقافية في الجهة.

## محتوى المتحف
يضم متحف المشني مجموعة غنية من القطع التي تعكس جوانب متعددة من الحياة اليومية التقليدية في المكنين ومحيطها، منها:
- - اللباس التقليدي التونسي، خاصة أزياء النساء كالملحفة والحايك ومجوهرات الفضة المزينة بالأحجار.
  - أدوات الحياة اليومية مثل الأواني الفخارية، وأدوات الطهي، والغزل، والنسيج.
  - مخطوطات وزخارف تعود لفترات تاريخية متنوعة.
  - صور ووثائق أرشيفية تبرز تحولات المدينة في القرن العشرين.
  - أركان مخصصة للحرف التقليدية كصناعة الحلي وصياغة الفضة والنحاس.

## وصلات خارجية
- [المندوبية الجهوية للشؤون الثقافية بالمنستير](http://www.culture.gov.tn)
- [المعهد الوطني للتراث](http://www.inp.rnrt.tn/)